# アントワーヌ3世 (ギーシュ伯爵)
アントワーヌ3世・アジェノール・ド・グラモン（Antoine III Agénor de Gramont-Toulongeon, duc de Gramont, 1604年 - 1673年7月12日）は、フランスの貴族、軍人。グラモン伯爵およびギーシュ伯爵。のちグラモン公爵。1641年にはフランス元帥となり、ナバラ王国とベアルンの総督、バイヨンヌの知事にもなっている。

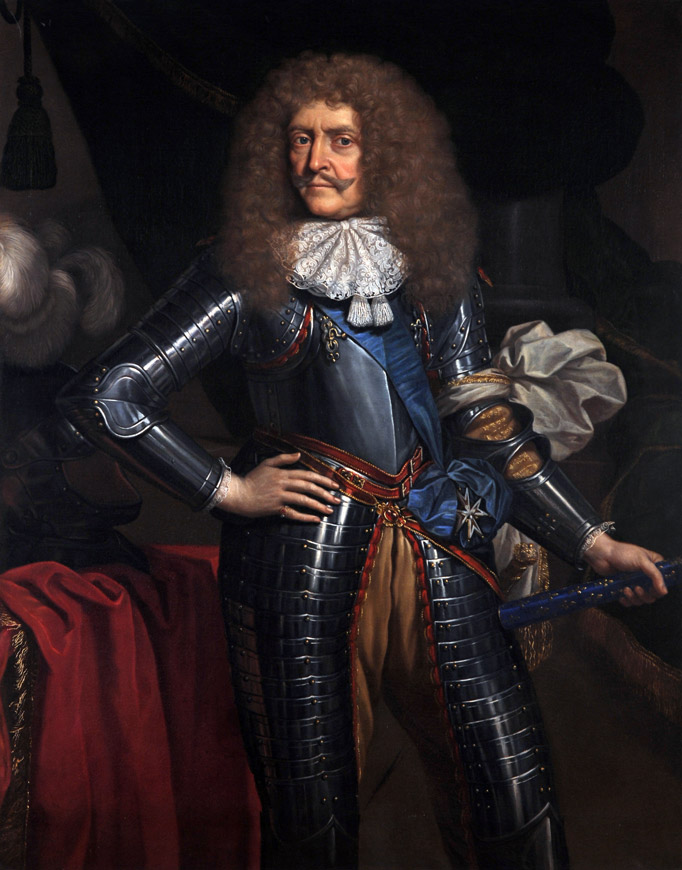
グラモン元帥

## 略歴
グラモン伯爵は、南フランスの名門貴族の出身だった。リシュリュー枢機卿に対して忠実に仕えた。ある時、グラモン伯爵が酔っ払った際、自分にとっては国王や王室よりも枢機卿の方がずっと重要だ、という趣旨の発言をしたこともあると言われている。そして1634年、グラモン伯爵はリシュリューの姪と結婚している。
三十年戦争では幾多の手柄を立て、1641年9月22日にフランス元帥へ昇進している。さらに、グラモン伯爵とその相続人は公爵の爵位を与えられた。1653年には大臣となり、1657年にはフランクフルト・アム・マインの議会の大使となった。さらに、1660年にはルイ14世とスペイン王女マリー・テレーズ・ドートリッシュの結婚についての許可を得るため、スペインに派遣されている。
死後、『グラモン元帥の回想録』（Mémoires du maréchal de Gramont, パリ、1716年）が息子アントワーヌ＝シャルルにより出版された。

## 子供
- アルマン（1637年 - 1673年）　オルレアン公フィリップの寵臣。
- カトリーヌ＝シャルロット（1639年 - 1678年）　1660年にモナコ公ルイ1世と結婚。ルイ14世の愛人。
- アントワーヌ＝シャルル（1641年 - 1720年）　ナバラ州の総督

## シラノ・ド・ベルジュラック
エドモン・ロスタンの戯曲『シラノ・ド・ベルジュラック』には、主人公シラノの恋敵として登場する。初期は傲慢で好色な人物として描かれ、シラノとクリスチャンを亡き者にしようとアラスの包囲戦に出兵させるなどする。しかし、最終的にはシラノの友人となる。